# الحزب الليبرالي التطوري لسيارا
الحزب الليبرالي التطوري لسيارا (بالبرتغالية: Partido Liberal Evolucionista do Ceará‏) كان حزبًا سياسيًا في سيارا بالبرازيل. خاض الحزب انتخابات 14 أكتوبر 1934 في الغرفة الفيدرالية والجمعية التأسيسية لسيارا. رشح الحزب 11 مرشحًا للانتخابات الفيدرالية و30 مرشحًا لمجلس الولاية. كانت أديليا دي ألبوكيرك مورايس من بين المرشحين الثلاثين لانتخابات الولاية، وهي واحدة من خمس مرشحات.  لم يتم انتخاب أي من مرشحي الحزب.